# Zbór Kościoła Zielonoświątkowego „Ziarno Nadziei” w Lęborku
Zbór Kościoła Zielonoświątkowego „Ziarno Nadziei” w Lęborku – zbór Kościoła Zielonoświątkowego w RP znajdujący się w Lęborku. Mieści się w dawnym spichrzu solnym.